# Clypastraea lugubris
Clypastraea lugubris är en skalbaggsart som först beskrevs av Leconte 1852.  Clypastraea lugubris ingår i släktet Clypastraea och familjen punktbaggar. Inga underarter finns listade i Catalogue of Life.